# Sibiriskt stenbär
Sibiriskt stenbär (Rubus humulifolius) är en rosväxtart som beskrevs av C. A. Meyer. Enligt Catalogue of Life ingår Sibiriskt stenbär i släktet rubusar och familjen rosväxter, men enligt Dyntaxa är tillhörigheten istället släktet rubusar och familjen rosväxter. Enligt den finländska rödlistan är arten nationellt utdöd i Finland. Arten har ej påträffats i Sverige. Artens livsmiljö är gran- och lövkärr. Inga underarter finns listade i Catalogue of Life.